# Kanton Lorient-2
Der Kanton Lorient-2 (bretonisch Kanton An Oriant-2) ist seit 2015 ein französischer Wahlkreis im Arrondissement Lorient, im Département Morbihan und in der Region Bretagne. Sein Hauptort ist Lorient.

## Lage
Der Kanton Lorient-2 liegt im Südwesten des Départements Morbihan.

## Geschichte
Der Kanton entstand am 22. März 2015 aufgrund der Neuordnung der Kantone in Frankreich.

## Gemeinden

### Kanton Lorient-2 seit 2015
Der Kanton besteht aus 2 Gemeinden und Teilgemeinden mit insgesamt 30.937 Einwohnern (Stand: 1. Januar 2022) auf einer Gesamtfläche von 23,73 km²:
| Gemeinde         | Bretonisch | Einwohner (2022) | Fläche (km²) | Code postal | Code Insee |
| ---------------- | ---------- | ---------------- | ------------ | ----------- | ---------- |
| Groix            | Groe       | 2.308            | 14,82        | 56590       | 56069      |
| Lorient          | Oriant     | 28.629           | 8,91         | 56100       | 56121      |
| Kanton Lorient-2 | Oriant-2   | 30.937           | 23,73        | -           | 5609       |

1. ↑  Nur der südliche Teil der Gemeinde, der Rest gehört zum Kanton Lorient-1.

## Vertretung im Départementsrat
Bei den Wahlen 2015 für den Départementsrat siegten im Zweiten Wahlgang das Gespann Gaëlle Le Stradic und Laurent Tonnerre (beide Union de la gauche) über die Kandidierenden der Union de la droite.